# Cruz de la Salve

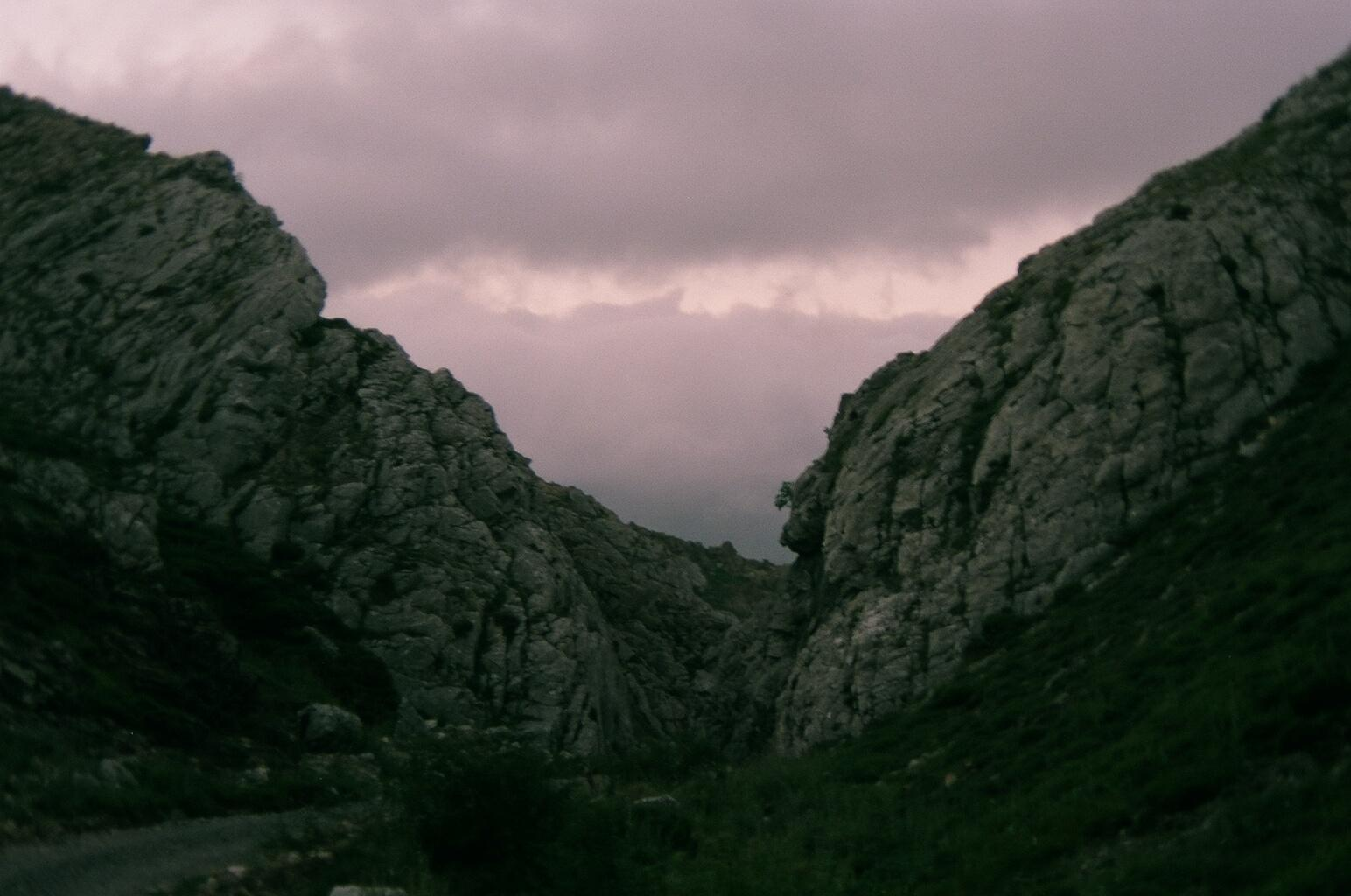
Desfiladero.

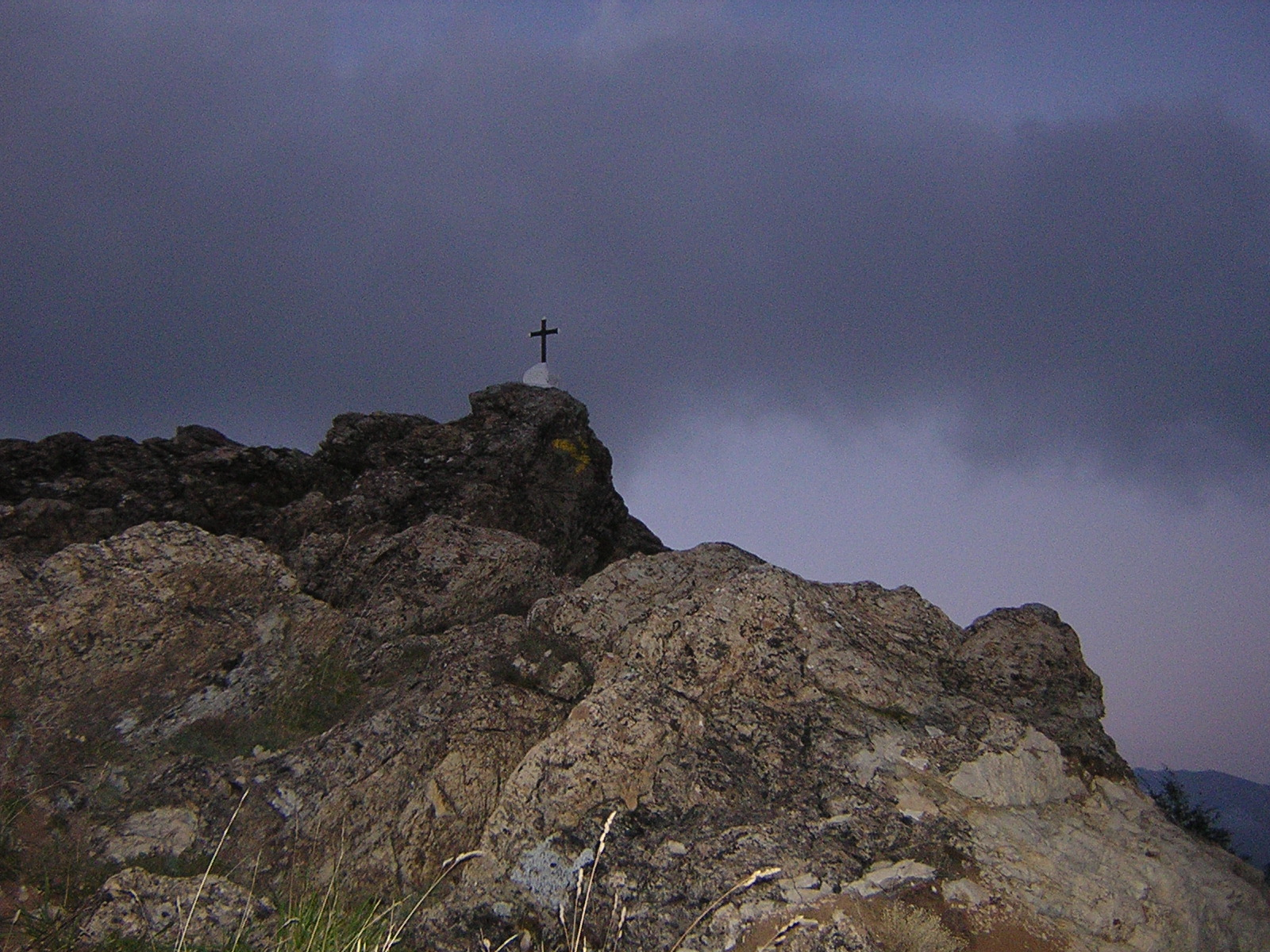
Cruz de la Salve.

La Cruz de la Salve es una cruz que se encuentra en el camino que va de Buiza a Rodiezmo (León, España), por el alto de San Antón, y fue erigida a la salida de un angosto desfiladero, sobre unas rocas, ya que en ese punto los caminantes, después de una fatigosa y dura caminata, solían rezar una salve al ver la ermita de Golpejar y Barrio en la lejanía.
Dicho camino era el que antiguamente usaban los caminantes y peregrinos para ir a Asturias por el puerto de Pajares, siendo una derivación del Camino de Santiago Real.
La actual cruz es de hierro, sustituyendo a la original que era de piedra.
- Datos: Q5792459